# Споменик жртвама принудног рада у Борском руднику
Споменик жртвама принудног рада у Борском руднику је споменик подигнут у близини новог рударског окна у Бору палим борцима и жртвама фашистичког терора у 33 радна логора који су постојали у Бору и околини у периоду од 1941. до 1944. године.
Споменик представља сведочанство надчовечанских мука и страдања оних које су Немци депортовали и у руднику на најтежим пословима израбљивали.